# 1899 a filmművészetben

## Események
- szeptember – Robert Paul angol rendező New Southgate-ben berendezi önálló műtermét.
- november 1. – Berlinben megnyílik az első állandó mozi.
- Megalapul a Pathé Frères.

## Filmbemutatók
- L'Affaire Dreyfus (A Dreyfus-ügy), rendezte Georges Méliès

## Születések
- január 1. – Vaszary János, magyar színész, színigazgató, rendező, színműíró († 1963)
- január 6. – Phyllis Haver, amerikai színésznő († 1960)
- január 13. – Kay Francis, színésznő († 1968)
- január 29. – Páger Antal, Kossuth-díjas színművész († 1986)
- január 30. – Martita Hunt, színésznő († 1969)
- február 6. – Ramon Novarro, mexikói színész († 1968)
- február 15. – Gale Sondergaard, amerikai színésznő († 1985)
- február 22. – George O'Hara, színész, forgatókönyvíró († 1966)
- február 25. – Székely István magyar filmrendező († 1979)
- március 14. – Ada Kramm, norvég színésznő († 1981)
- március 15. – George Brent, amerikai színész († 1979)
- március 23. – Dora Gerson, német színésznő († 1943)
- március 27. – Gloria Swanson, amerikai színésznő († 1983)
- május 10.  – Fred Astaire, amerikai színész, táncos († 1987)
- június 15. – Einar Hanson, svéd színész († 1927)
- június 30. – Madge Bellamy, amerikai színésznő († 1990)
- július 1. – Charles Laughton, brit-amerikai színész († 1962)
- július 7. – George Cukor, filmrendező († 1983)
- július 10. – John Gilbert, amerikai színész  († 1936)
- július 14. – Martha Mansfield, amerikai színésznő († 1923)
- július 17. – James Cagney, amerikai színész († 1986)
- augusztus 13. – Alfred Hitchcock, angol filmrendező († 1980)
- augusztus 19. – Colleen Moore, amerikai színésznő († 1988)
- augusztus 28. – Charles Boyer, francia színész († 1978)
- október 20. – Evelyn Brent, amerikai színésznő († 1975)
- október 23. – Lilyan Tashman, színésznő († 1934)
- november 11. – Pat O’Brien, amerikai színész († 1983)
- november 17. – Douglas Shearer, kanadai születésű amerikai hangmérnök († 1971)
- december 16. – Noël Coward, angol színész, drámaíró, zeneszerző († 1973)
- december 25. – Humphrey Bogart, amerikai színész († 1957)